# 문명 (시리즈)

문명(Civilization)은 1991년에 첫 출시된 턴제 전략 게임 비디오 게임 시리즈이다. 시드 마이어는 시리즈 중 최초의 게임을 개발하였으며 나머지 게임들 중 대부분에도 창의적인 기여를 한 까닭에 게임 제목 앞에 "시드 마이어의 문명"이라는 표기가 보통 붙는다. 이후로 이 시리즈에는 비디오 게임 시리즈에 영향을 받은 보드 게임뿐 아니라 6개의 메인 게임, 수많은 확장팩, 스핀 오프 게임이 있다. 이 시리즈는 4X 장르의 형성적인 예로 간주되며, 플레이어는 4개의 루트를 통해 승리를 쟁취한다. ("eXplore, eXpand, eXploit, eXterminate")
| 1991 | 문명                  |
| 1992 |                       |
| 1993 |                       |
| 1994 | 콜로니제이션          |
| 1995 | 시브넷                |
| 1996 | 문명 II               |
| 1997 |                       |
| 1998 |                       |
| 1999 | 알파 센타우리         |
| 2000 |                       |
| 2001 | 문명 III              |
| 2002 |                       |
| 2003 |                       |
| 2004 |                       |
| 2005 | 문명 IV               |
| 2006 | 시브시티: 로마        |
| 2007 |                       |
| 2008 | 문명 레볼루션         |
| 2009 |                       |
| 2010 | 시드 마이어의 문명 V  |
| 2011 |                       |
| 2012 |                       |
| 2013 |                       |
| 2014 | 문명: 비욘드 어스     |
| 2014 | 문명 레볼루션 2       |
| 2015 |                       |
| 2016 | 시드 마이어의 문명 VI |

## 연대기

### 메인 시리즈
| 타이틀                               | 릴리스 |
| ------------------------------------ | ------ |
| 문명                                 | 1991   |
| — 시브넷                             | 1995   |
| 문명 II                              | 1996   |
| — 문명 II: Conflicts in Civilization | 1996   |
| — 문명 II: 판타스틱 월드             | 1997   |
| — 문명 II: 테스트 오브 타임          | 1999   |
| 문명 III                             | 2001   |
| — 문명 III: 플레이 더 월드           | 2002   |
| — 문명 III: 컨퀘스트                 | 2003   |
| 문명 IV                              | 2005   |
| — 문명 IV: 워로드                    | 2006   |
| — 문명 IV: 비욘드 더 소드            | 2007   |
| 시드 마이어의 문명 V                 | 2010   |
| — 문명 V: 신과 왕                    | 2012   |
| — 문명 V: 브레이브 뉴 월드           | 2013   |
| 시드 마이어의 문명 VI                | 2016   |

#### 스핀오프
| 타이틀                                | 릴리스 |
| ------------------------------------- | ------ |
| 콜로니제이션                          | 1994   |
| 시드 마이어의 알파 센타우리           | 1999   |
| — 시드 마이어의 에일리언 크로스파이어 | 1999   |
| 시브시티: 로마                        | 2006   |
| 문명 레볼루션                         | 2008   |
| 문명 IV: 콜로니제이션                 | 2008   |
| 문명 월드                             | 2011   |
| 문명 레볼루션 2                       | 2014   |
| 문명: 비욘드 어스                     | 2014   |
| — 비욘드 어스: 라이징 타이드          | 2015   |
| — 시드 마이어의 스타쉽                | 2015   |

#### 모음
- 디 익스플로러(The Explorer, 1997)
- 문명 II: Multiplayer Gold Edition (1998)
- 문명 III: 골드 에디션 (2003)
- 문명 III: 컴플리트 (2005)
- 문명 크로니클즈 (2006)
- 문명 IV: 골드 에디션 (2007)
- 문명 IV: 컴플리트 (2007)
- 문명 IV: 더 컴플리트 에디션 (2009)
- 문명 V: 게임 오브 이어 에디션 (2011)
- 시드 마이어의 문명 V: 골드 에디션 (2013)
- 시드 마이어의 문명 V: 더 컴플리트 에디션 (2014)

### 관련 게임
| 타이틀           | 릴리스 |
| ---------------- | ------ |
| Freeciv          | 1996   |
| 문명: 콜 투 파워 | 1999   |
| C-evo            | 1999   |
| 콜 투 파워 II    | 2000   |
| FreeCol          | 2003   |
| CivilizationEDU  | 2017   |

### 보드 및 카드 게임
| 타이틀                   | 릴리스 |
| ------------------------ | ------ |
| 문명: 보드게임           | 2002   |
| 문명" 카드 게임          | 2006   |
| 문명: 보드 게임          | 2010   |
| — 문명: 페임 앤 포춘     | 2011   |
| — 문명: 위즈덤 앤 워페어 | 2013   |